# حميد سعيد هادي
 حميد سعيد هادي الأمين (1941) شاعر وكاتب عراقي. ولد في الحلّة. مجاز في اللغة العربية وآدابها من جامعة بغداد. عمل في التدريس مدة،‌ ثم انتقل إلى العمل الصحفي في عدد من المدن العربية والأوروبيّة. انتخب رئيسًا لاتحاد الأدباء في العراق، وأميناً عاماً لاتحاد الكتاب العرب لدورتين متتاليتين. يقيم في الأردن منذ 2003. صدر له عدة دواوين شعرية منذ 1968 منها شواطئ لم تعرف الدفء ولغة الأبراج الطينيّة وقراءة ثامنة والأغاني الغجريّة وحرائق الحضور وبستان عبد الله وباتجاه أفق أوسع و فوضى في غير عنوانها وطفولة الماء وأولئك أصحابي.

## سيرته
ولد حميد سعيد هادي الأمين عام 1941 في محلة الوردية بمدينة الحلة. تخرج في قسم اللغة العربية بجامعة بغداد 1968. اشتغل في التعليم فترة، ثم انتقل منذ أواخر الستينيات إلى العمل الثقافي والصحفي، فشغل عدداً من المراكز الثقافية والصحفية، منها مدير التأليف والنشر ومستشار صحفي في كل من في سفارة العراق في مدريد 1972-1975 والرباط 1975-1977.

ثم عيّن رئيس مجلس أدارة دار الثورة للصحافة ورئيس تحرير صحيفة الثورة1982-1991. ثم مستشار ثقافي في ديوان رئاسة الجمهورية 1992-1995. ورئيس أمناء بيت الحكمة 2000- 2003.

انتخب أمين سر الأتحاد العام للأدباء والكتاب في العراق 1969 – 1972 ثم تولى رئاسته 1980 -1986، وأميناً عاماً لاتحاد الكتاب العرب لدورتين متواليتين 1984-1988، ورئيس تحرير مجلة الكاتب العربي.

انتقل إلى عمان بالأردن بعد نهاية الجمهورية العراقية البعثية وما زال مقيماً فيها. 

وفي يناير 2017 كرمه رئيس جامعة البتراء مروان المولا خلال حضوره مناقشة رسالة ماجستير عن تجربته الشعرية، أعدتها الطالبة العراقية أنوار إبراهيم الحنوش، بعنوان «تجربة المنفى في الشعر العربي الحديث: حميد سعيد أنموذجا»، وناقشتها في جامعة البترا.

## مهنته الأدبية
صرح حميد سعيد إن مرجعيات الإبداع، «هي مرجعيات الحياة، ليس في الشعر حسب، بل في جميع عناوين الإبداع، وإن من يحاصر أفق إبداعه، بمرجعية واحدة، أو بمرجعيات محددة، سيكون بمنأى عن جوهر الإبداع.» وقال عن بدايته في الشعر «يمكنني أن أقول، توافرت لي بدايتان، في كتابة الشعر، الأولى بمحاولة تقليد الأهازيج التي كنت أستمع إليها، وتطورت هذه المحاولة خلال سنوات الدراسة الابتدائية، ثم مرحلة الدراسة المتوسطة، كتبت خلالهما أبياتاً من الشعر وقصائد قصيرة، كنت أقرب فيها إلى تقليد الشعراء المهجريين، ميخائيل نعيمة وإيليا أبو ماضي وجبران خليل جبران، وغيرهم.»

له دواوين شعرية عديدة وكتب ثلاث مسرحيات شعرية قصيرة، نشرتها في دوريات عربية.

## حياته الشخصية
```
متزوج وله أبنة ولدت في 1970 وابن، ولد في 1971.
```

## أوسمه وجوائز
- وسام القدس، 1990: من ياسر عرفات في أحتفال في مقره بتونس.
- وسام الاتحاد العام للادباء والكتاب العرب، 2004: بمناسبة مرور خمسين عاما ً على تأسيسه، منح وسام الاتحاد، ضمن عشرة كتاب عرب.
- جائزة سلطان بن علي العويس الثقافية، 2025: حقل الشعر العربي.[7]

## آثاره
| - شواطئ لم تعرف الدفء، ديوان، 1968. - لغة الأبراج الطينيّة، ديوان، 1970 - قراءة ثامنة، ديوان، 1972. - الأغاني الغجريّة، ديوان، 1975. - حرائق الحضور، ديوان، 1978. - ديوان حميد سعيد، الجزء الأول، 1984. - طفولة الماء، ديوان، 1985 - مملكة عبد الله، أو بستان عبد الله، ديوان، 1986. - باتجاه أفق أوسع، ديوان، 1991. - فوضى في غير عنوانها، ديوان، 1996 - الأعمال الشعرية، مجلدان، 2002 - من وردة الكتابة إلى غابة الرماد، ديوان، 2005 | - الكتابة ومآلاتها، 2011 - أولئك أصحابي، ديوان، 2015 - الكشف عن أسرار القصيدة، 1988 - المكان في تضاريس الذاكرة، 1994 - أوراق الحرب، 1989 - ذاكرة لا، 1992 - عشرون رسالة ورسالة.. بالأشترك مع سامي مهدي، 1998 - الفكر والسياسة - السياسة والتراث، الموسوعة الصغيرة، 1985 - الديمقراطية والأستقلالية، 1996 - المنازلة الكبرى.. المقدمات والنتائج، بالأشترك، 1998 - نجمة بعد حين، ديوان، 2022 دار دجلة الأردن. |